# 나 (성씨)
나(羅/罗)씨는 중국과 한국의 성씨이다. "羅"의 본래 발음은 "라"이지만, 대한민국에서는 두음 법칙에 따라 "나"로 표기하기도 한다.

## 그물 라 羅
라(羅) 또는 나(羅)씨는 2015년 대한민국 통계청 인구조사에서 186,906명(나 160,946명 + 라 25,960명)으로 조사되어, 한국 성씨 인구 44위이다. 본관은 나주(羅州)·금성(錦城)·안정(安定)· 등 10여 본이 전하며, 전라남도 나주시를 본관으로 하는 금성 라씨와 나주 나씨가 인구의 절대다수를 차지한다. 금성 라씨와 나주 나씨는 본관은 같지만 시조가 다른 동성동본이족(同姓同本異族)이다.
《금성라씨대동보(錦城羅氏大同譜)》에 따르면, 축융의 후손 주공(珠公)이 한고조 때 나라에 공(功)을 세우고 예장군(豫章君)에 봉해져서 예장 나씨(豫章羅氏)가 되었다가, 그의 후손 지강(至强)이 당(唐)나라 태종(太宗) 때 상서좌복야로 고구려 정벌을 반대하다가 미움을 받자 동래(東來)하여 백제의 발라현(發羅縣 : 현재의 나주)에 정착하였다고 한다.

### 금성 라씨
금성 라씨(錦城 羅氏)의 시조 라총례(羅聰禮)는 고려 제3대 왕 정종 때 삼한벽상일등공신(三韓壁上一等功臣)의 호를 받고 삼중대광보국숭록대부(三重大匡輔國崇祿大夫)로서 금성부원군(錦城府院君)에 봉해졌다.
라총례의 9세손 라득황(羅得璜)은 1263년(고려 원종 4년) 추밀원부사(樞密院副使)가 되었으며, 관직이 형부상서에 이르렀다. 라득황의 아들 라유(羅裕)는 충렬왕 때 만호동지밀직사사(萬戶同知密直司事)로 1등공신에 책봉되었고 명위장군(明威將軍)의 호를 받았다. 라유의 아들 라익희(羅益禧)는 관군상만호(管軍上萬戶), 검교상호군(檢校上護軍)이 되고, 상의평리(商議評理)에 올라 금성군(錦城君)에 봉해졌다. 라익희의 손자 라문규(羅文奎)는 1340년(충혜왕 1) 문과에 급제하여 1352년(공민왕 1) 서해도안렴사(西海道按廉使)를 역임하였다가 1354년(공민왕 3) 진도현령(珍島縣令)에 제수되었다.
금성 라씨는 조선시대 문과 급제자 4명을 배출하였다. 나세찬(羅世纘)이 1525년(중종 20) 문과에 장원급제하여 1544년 이조참의(參議)·동부승지(同副承旨)·대사성을 거쳐, 한성부우윤(右尹)으로 춘추관동지사(同知事)를 겸임하여 《중종실록》 편찬에 참여하고, 이듬해 판결사(判決事)·대사간, 1546년(명종 1) 대사헌(大司憲), 1548년 충청도관찰사·한성부우윤을 거쳐 1549년 전주부윤이 되었다.
나대용(羅大用)은 이순신의 막하에서 군관으로 거북선 건조에 참여하고, 명량해전과 노량해전에 참가하여 전공을 세웠고 강진현감(康津縣監) 등을 역임하였다.
2015년 인구는 금성 라씨 6,872명, 금성 나씨 51,966명으로 총 58,838명이다.

### 나주 나씨
나주 나씨(羅州 羅氏) 시조 나부(羅富)는 송나라 봉명사신(奉命使臣)으로 고려에 왔다가 송나라가 멸망함에 본국으로 돌아가지 못하고 고려에 귀화하여 전라도 여황에 정착하였다고 한다. 시조의 중국 행적은 사료로는 밝혀지지 않고 있다. 나부(羅富)는 고려에서 감문위상장군(監門衛上將軍)이란 무관직(武官職)을 지냈다. 감문위(監門衛)는 중앙군(中央軍)의 일부로서 궁성(宮城)의 수비를 담당하는 부서이고 상장군(上將軍)은 그 부서의 책임자로서 품계는 정삼품(正三品)으로 정의대부(正議大夫)이다. 상계를 고증할 수 없어 고려시대 영동정(令同正)에 오른 나득규(羅得虬)를 1세조로 한다. 나주 나씨는 조선시대 문과 급제자 27명을 배출하였다. 2015년 인구는 나주 라씨 16,223명, 나주 나씨 96,018명으로 총 112,241명이다.

### 안정 나씨
안정 나씨(安定 羅氏) 시조 나천서(羅天瑞)는 1370년(공민왕 19) 이성계가 요동을 정벌하고 귀환할 때 추위와 기근으로 아사지경에 이른 1만5천여 군사를 수백 석의 양곡을 조달하여 무사히 생환시킨 공으로 안정백(安定伯)에 봉해졌으며, 이후 안천군(安川君)으로 이봉되었다. 안정 나씨는 조선시대 문과 급제자 16명을 배출하였다. 2015년 인구는 안정 나씨 7,312명, 안정 라씨 1,622명으로 총 8,934명이다.

## 羅（중국어 간체 罗)
나(羅)씨는 2015년 대한민국 통계청 인구조사에서 6명으로 조사되었다.